# 6, rue du Calvaire
Pour plus de détails, voir Fiche technique et Distribution.
6, rue du Calvaire (en néerlandais : Kruiswegstraat 6) est un film belge coproduit, interprété, écrit et réalisé par Jean Daskalidès et sorti en 1973.

## Fiche technique
- Titre : Kruiswegstraat 6
- Réalisation : Jean Daskalidès
- Scénario : Jean Daskalidès  d'après le roman De Dames Verbrugge de Roger d'Exsteyl
- Musique : Jean-Marie Bigman et Garcia Morales
- Photographie : Paul De Fru
- Montage : Jean-Louis Dewert
- Production : Jean Daskalidès et Jacques Dubrulle
- Société de production : Daska Films
- Pays :  Belgique
- Genre : Thriller
- Durée : 94 minutes
- Dates de sortie : 
  -  Belgique : 1973

## Distribution
- Marie-José Nat : Françoise Verbrugge, une sœur d'Octave, célibataire, belle et mystérieuse
- Lut Tomsin : Aurélie Verbrugge, une sœur d'Octave, elle aussi célibataire, stricte et renfermée
- Roger Bolders : Octave Verbrugge, un puissant entrepreneur gantois
- René Prével : Hugo Saint-Laurent, un brillant ingénieur français invité chez les Verbrugge
- Minneke Willems : Denise Eeckmann, une femme d'un milieu modeste que souhaite épouser Octave
- Nand Baert: Monsieur Van Loo (avait eu une relation avec Denise Eeckman avant Octave Verbrugge)
- Gaston Desmedt : Hendrik Veys
- Jean Daskalidès : Omer Van Acker